# Gabon i olympiska sommarspelen 2000
Gabon deltog i de olympiska sommarspelen 2000 med en trupp bestående av fem deltagare, tre män och två kvinnor, men ingen av landets deltagare erövrade någon medalj.

## Boxning
Lätt mellanvikt
- Stephane Nzue Mba
  - Omgång 1 — Förlorade mot Juan Hernández Sierra från Kuba (→ gick inte vidare)

## Friidrott
Herrarnas 100 meter
- Antoine Boussombo
  - Omgång 1 — 10.13
  - Omgång 2 — 10.27 (→ gick inte vidare)

Herrarnas 200 meter
- Antoine Boussombo
  - Omgång 1 — 20.71 (→ gick inte vidare)

Damernas 100 meter
- Anais Oyembo
  - Omgång 1 — 12.19 (→ gick inte vidare)

## Judo
Herrarnas tungvikt (+100 kg)
- Steeve Nguema Ndong

Damernas halv tungvikt (-78 kg)
- Mélanie Engoang Nguema